# Voices of a Distant Star
Voices of a Distant Star (jap. ほしのこえ, Hoshi no Koe, dt. „Stimme des Sterns“) ist ein Anime von Makoto Shinkai, der 2002 als OVA produziert wurde. Der Film wurde auch als Light Novel und Manga adaptiert.
Das Werk handelt von der Beziehung zweier Teenager, die mit ihren Handys über eine immense Entfernung hinweg durch den interstellaren Raum Kontakt halten. Der Film lässt sich in die Genres Science-Fiction und Drama einordnen.

## Handlung
Mikako Nagamine (長峰 美加子) besucht die Mittelschule und wird von der UN-Raumpatrouille einberufen. Sie soll im Krieg gegen Aliens, die Tarsianer kämpfen. Diese sind benannt nach der Marsregion Tharsis, in der man ihnen erstmals begegnete. Als Spezialagentin soll sie als Mitglied eines Kampfgeschwaders einen Mecha zum Trägerraumschiff Lysithea steuern.
Mikakos Freund Noboru Terao (寺尾 昇) muss zurückbleiben, als die Lysithea mit Mikako die Erde verlässt, um nach besagten Tarsianern zu suchen. Die beiden Teenager halten mithilfe der Handys aber weiter Kontakt, zunächst über interplanetare Entfernungen, zuletzt über unermesslich große, interstellare Distanzen.
Die Lysithea reist immer tiefer in den Weltraum und Mikakos Nachrichten brauchen immer länger, um Noboru zu erreichen; zuletzt beträgt die Zeitverschiebung mehrere Jahre.
Im Jahre 2047 befindet sich Mikako in Agartha, der vierten Welt des Sirius-Systems. Dort kämpft sie gegen die Aliens, wird von Heimweh gequält und versucht, eine Nachricht zur Erde zu schicken. Die Nachricht kann Noboru nur nach langer Zeit erreichen, wenn überhaupt, doch sie will ihm noch sagen, dass sie ihn liebt. In diesem Moment wird sie von den Tarsianern angegriffen und ein Kampf entbrennt. Nach dem Kampf, in dem das Mutterschiff vor der Zerstörung bewahrt werden kann, lässt sie sich ins All treiben.
Neun Jahre später erhält Noboru die Nachricht von Mikako, die jedoch kaum noch zu entschlüsseln ist.

## Produktion
Der 25-minütige Anime Hoshi no Koe wurde allein von Makoto Shinkai geschrieben und produziert, wobei er die Animationen auf einem Power Mac G4 mittels Adobe Photoshop 5.0, Adobe After Effects 4.1, LightWave 3D 6.5 und Commotion 3.1 DV anfertigte. Die Hintergründe wurden auf Grundlage von Fotografien gerendert.
Noboru wurde von ihm selbst und Mikako von seiner Verlobten Mika Shinohara (篠原 美香) gesprochen, die ihm schon bei seinem Vorgängerwerk Kanojo to Kanojo no Neko half. Später wurde der Film für die DVD-Ausgabe jedoch professionell nachsynchronisiert, in dem Mikako von Sumi Mutō und Noboru von Chihiro Suzuki gesprochen wurden. Makotos Freund Tenmon lieferte den Soundtrack.
Der Abspanntitel Through The Years And Far Away (Hello, Little Star) wurde ebenfalls von Tenmon komponiert, von K. Juno getextet und von Low (Yūki Mizusawa) gesungen.

## Veröffentlichungen

### Anime
Der Film hatte seine Uraufführung in Japan am 2. Februar 2002 und erschien am 19. April 2002 auf DVD. ADV Films veröffentlichte den Anime in den USA im Mai 2003 auf DVD. Des Weiteren erschien der Film auf Italienisch, Russisch und Französisch und in Schweden. Eine deutsche Fassung erschien am 25. Juni 2010 beim Anime-Label Kazé auf einer Einzel-DVD sowie in einer Gesamtausgabe mit Makoto Shinkais Film 5 Centimeters per Second.
Der Soundtrack des Films erschien ebenso auf CD.

### Light Novel
Das Werk wurde als Roman umgesetzt, der am 25. Juli 2002 durch Media Factory verlegt wurde. Der Text stammt von Waku Ōba, die Illustrationen von Makoto Shinkai und Kō Yaginuma. Am 25. Dezember 2009 folgte eine Neuauflage mit Illustrationen von Miho Takeoka.
Von Arata Kanō stammt der Roman Hoshi no Koe: Ai no Kotoba/Hoshi o Koeru (ほしのこえ あいのことば/ほしをこえる), der am 29. September 2006 bei Enterbrain erschien. Dieser stellt eine Neuinterpretation der Handlung dar.

### Manga
Der Anime wurde unter dem Titel The Voices of a Distant Star als Manga im Afternoon-Magazin des Verlags Kodansha verlegt und erschien monatlich von Februar bis Dezember 2004. Die Geschichte im Manga beginnt wie die im Film, führt die Handlung jedoch noch etwas weiter fort. Der Text stammt von Shinkai, die Illustrationen von Mizu Sahara.
Der Manga wurde von Tokyopop auf Englisch veröffentlicht und erschien bei d/visual auf Italienisch. Im Juni 2008 erschien der Manga auf Deutsch bei Egmont Manga und Anime.

## Rezeption
Der Anime gewann zahlreiche Preise, wie 2002 den Digital Contents Grand Prix für die Zeichnungen in der Kategorie Unterhaltung und den Sonderpreis in der Kategorie Digital Arts des 6. Bunka-chō-Media Geijutsusai des Bildungsministeriums. Den Preis für hervorragende Leistung im offenen Wettbewerb auf der Tōkyō Kokusai Anime Fair 21, den Top o Nerae!-Preis beim 2. Nihon Otaku Taishō und den AMD Award als bester Regisseur. 2003 kam der Seiun-Preis in der Kategorie Media dazu.
Die DVD verkaufte sich in Japan über 100.000 Mal. Jonathan Clements bezeichnet den Film als „exzellente Demonstration, welche Tricks dem modernen Animator zur Verfügung stehen“, die mittlerweile auch eine einzelne Person anwenden könne.